# Oja (rzeka w Hiszpanii)
Oja (hiszp. Río Oja) – rzeka o długości 64 km w północnej Hiszpanii. Od niej swoją nazwę wzięła wspólnota autonomiczna La Rioja, na terenie której leży oraz gatunek wina Rioja DO. Samo słowo ojo może pochodzić z łaciny bądź baskijskiego. Rio Oja wypływa z dwóch źródeł w paśmie Sierra de la Demanda (część Gór Iberyjskich, skąd płynie w kierunku północno-wschodnim. Płynie przez dolinę Oja poprzez miasto i gminę Ezcaray, a także przez Ojacastro i zabytkowe Santo Domingo de la Calzada, by po 64 km wpłynąć do rzeki Tirón koło Cihuri. Tirón uchodzi następnie do Ebro, najdłuższej hiszpańskiej rzeki, na północ od Haro. Początkowy bieg nazywany jest La Hilera lub río Glera ze względu na swoisty tunel pod którym przebiega – rzeka znika w Ojacastro i pojawia się ponownie w Castañares de Rioja.